# دیسوکسینیمیدیل سبرات

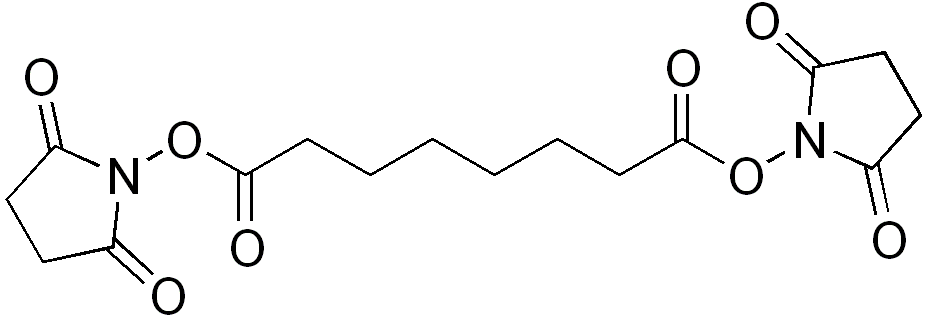
نمای ساختار شیمیایی دیسوکسینیمیدیل سبرات

دیسوکسینیمیدیل سبرات (به انگلیسی: Disuccinimidyl suberate) یک ترکیب شیمیایی با شناسه پاب‌کم 100658 است. شکل ظاهری این ترکیب، جامد است.